# Refuge de l'Alpe du Pin
Le refuge de l'Alpe du Pin est un refuge de montagne situé dans le massif des Écrins, dans les Alpes françaises. Construit sur un belvédère dans la vallée du Vénéon sur le territoire de la commune de Saint-Christophe-en-Oisans, il appartient à l'association des Jarrets d'Acier.

## Histoire

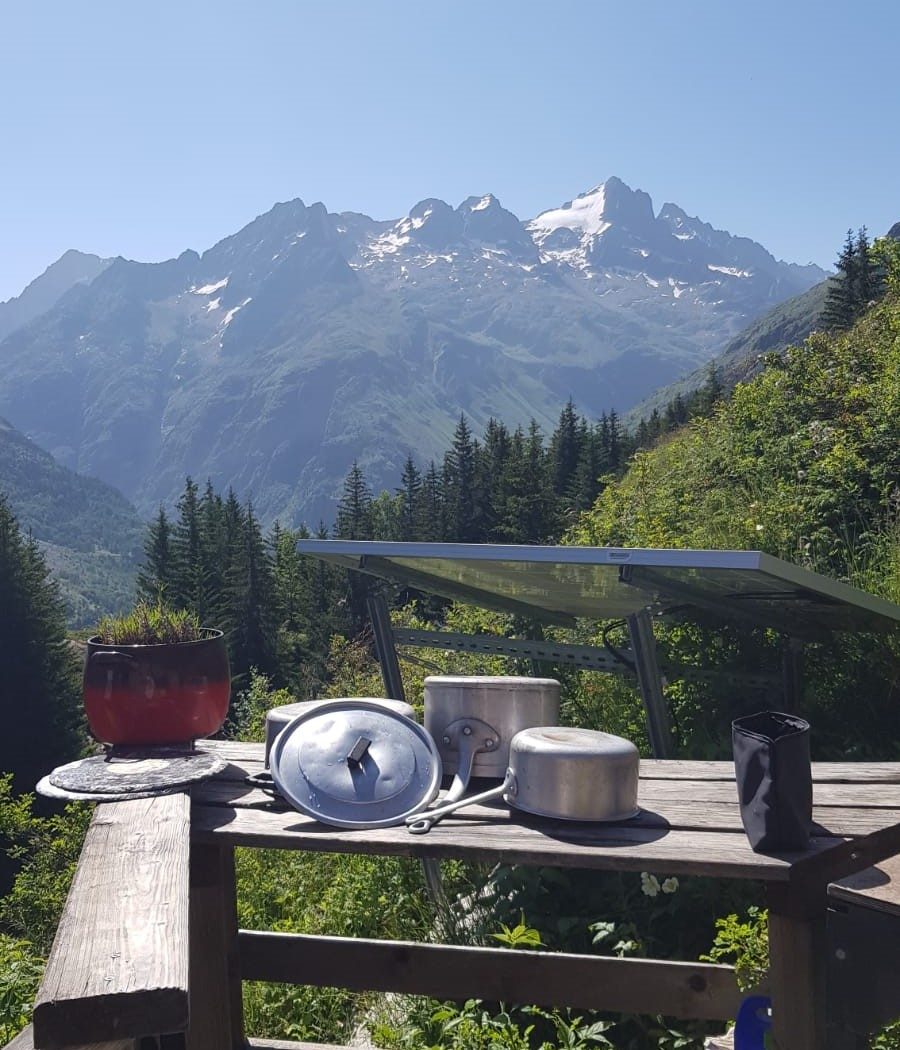
Vue sur la tête des Fétoules depuis la terrasse du refuge de l'Alpe du Pin.

La construction du refuge débute pendant la Seconde Guerre mondiale par l'association Jeunesse et montagne pour employer les jeunes du village et leur éviter le travail obligatoire. Elle s'achève en 1947. Le refuge appartient alors à l’État mais est géré par l'association des Jarrets d'Acier. C'est au début du XXIe siècle que cette association en devient propriétaire. Ce refuge est l'un des derniers à proposer une pièce unique pour la restauration et les couchages. Avec une capacité de 17 personnes, il est gardé de juin à septembre depuis 2001. Des travaux de rénovation ont été réalisés en 2013-2014 pour refaire le toit et le bardage intérieur, et ajouter une terrasse en bois.

## Localisation
Le refuge est localisé dans le massif des Écrins, en Oisans, dans la commune de Saint-Christophe-en-Oisans, à 80 km environ de Grenoble. Il se situe à 1 805 mètres d'altitude sur la rive gauche du Vénéon, hors de la zone cœur du parc national des Écrins.

## Accès
L'accès principal se fait à partir du hameau des Granges dans la commune de Saint-Christophe-en-Oisans par un chemin de 2,8 km de longueur et 535 m de dénivelé, ou par une des trois voies d'escalade qui longe la cascade de la Froide Pisse. Un conte est disposé tout le long de la montée pour agrémenter l'ascension.
D'autres accès sont possibles depuis le hameau du Clot, le gîte du Plan du Lac ou le refuge de la Lavey.

## Environnement
Situé sur un alpage investi depuis des siècles (la présence de ruines témoigne de l'activité pastorale), le refuge de l'Alpe du Pin se trouve dans un environnement riche en faune et flore. L'été, il est possible d'observer une faune sauvage diverse, telle que des chamois, des marmottes, des renards et des oiseaux (aigles, éperviers, faucons, vautours de passage, gypaètes). Par ailleurs, l'activité pastorale continue avec la présence d'un troupeau de chèvres, brebis et béliers gardé par un berger. Enfin, des ânes servent pour le ravitaillement du refuge et des ruches sont présentes pour la production d'un miel de très haute montagne par un apiculteur de Saint-Christophe-en-Oisans.
La flore comporte de nombreux végétaux, notamment comestibles (orties, chénopodes, genévriers, myrtilliers, framboisiers...), des fleurs (Lys orangés, Lys martagon, Gentianes, Rhododendrons...) et de nombreux arbres (feuillus et épicéas).
L'alpage est également alimenté par le torrent de la Froide Pisse issu du glacier de Lauranoure.

## Courses et randonnées

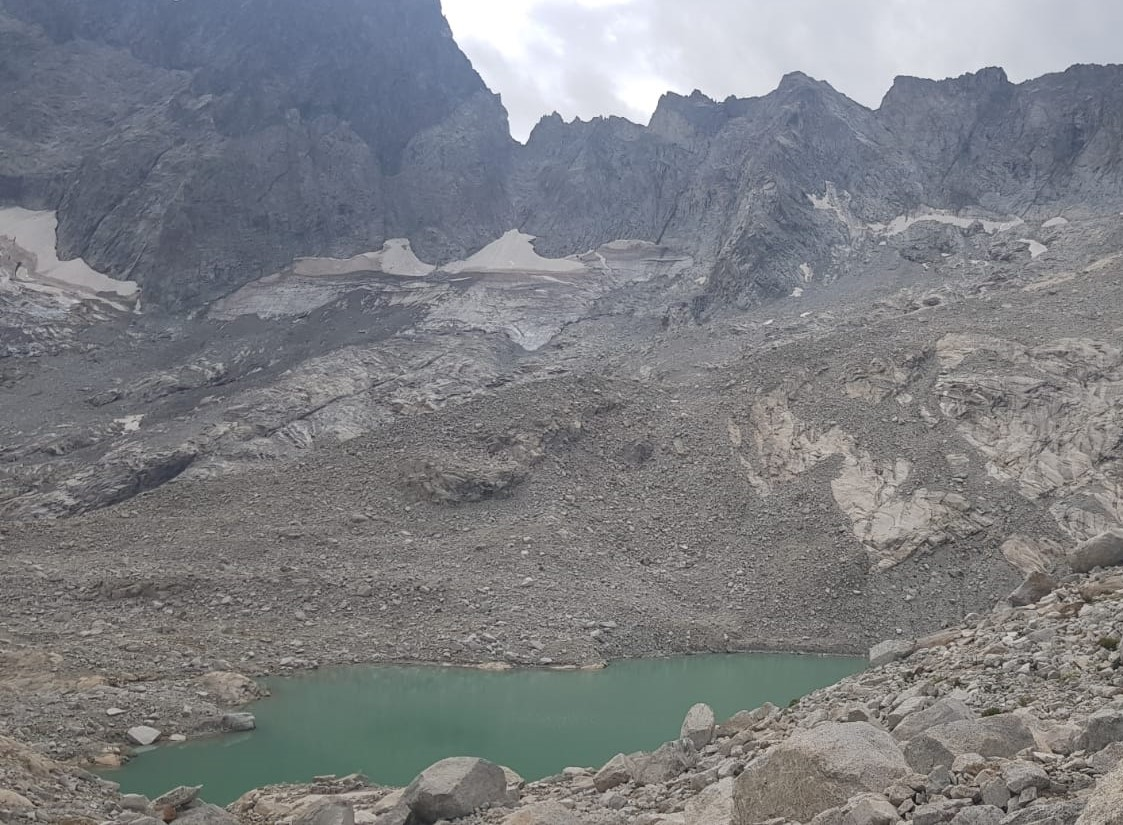
Lac de la Mariande, accessible depuis le refuge de l'Alpe du Pin.

Le refuge de l'Alpe du Pin est apprécié des familles car il est relativement accessible. Diverses randonnées sont réalisables depuis le refuge : le vallon de la Mariande, le lac du Salude, le lac de la Mariande, le tour du Grand-Cond et la traversée jusqu'au refuge de la Lavey. Pour les adeptes d'alpinisme, le refuge de l'Alpe du Pin est le point de départ de la tête de Lauranoure (voie normale ou crête du Pierroux), l'aiguille des Arias, la cime du Montagnon ou le col de la Haute-Pisse. Il est aussi possible de faire de l'escalade avec deux grandes voies dans le Pierroux et trois voies autour de la cascade de la Froide Pisse.
Enfin, le refuge se trouve sur un circuit de randonnée de cinq jours, le tour Gourmand.

## Fonctionnement
Le refuge est gardé l'été depuis 2001. Durant cette période, on peut s'y restaurer et dormir. L'eau est issue du glacier de Lauranoure et les panneaux photovoltaïques permettent d'avoir de l'éléctricité. On trouve des toilettes sèches et un cuiseur solaire a été installé en 2019. En hiver, le refuge est en gestion libre. Il possède un poêle et des couvertures.